# 660 Fifth Avenue
 (janvier 2020).
Si vous disposez d'ouvrages ou d'articles de référence ou si vous connaissez des sites web de qualité traitant du thème abordé ici, merci de compléter l'article en donnant les références utiles à sa vérifiabilité et en les liant à la section « Notes et références ».
Le 660 Fifth Avenue (anciennement le 666 Fifth Avenue) est un immeuble de bureaux de 41 étages situé sur la cinquième Avenue entre les 52e et 53e rues de Midtown Manhattan à New York.

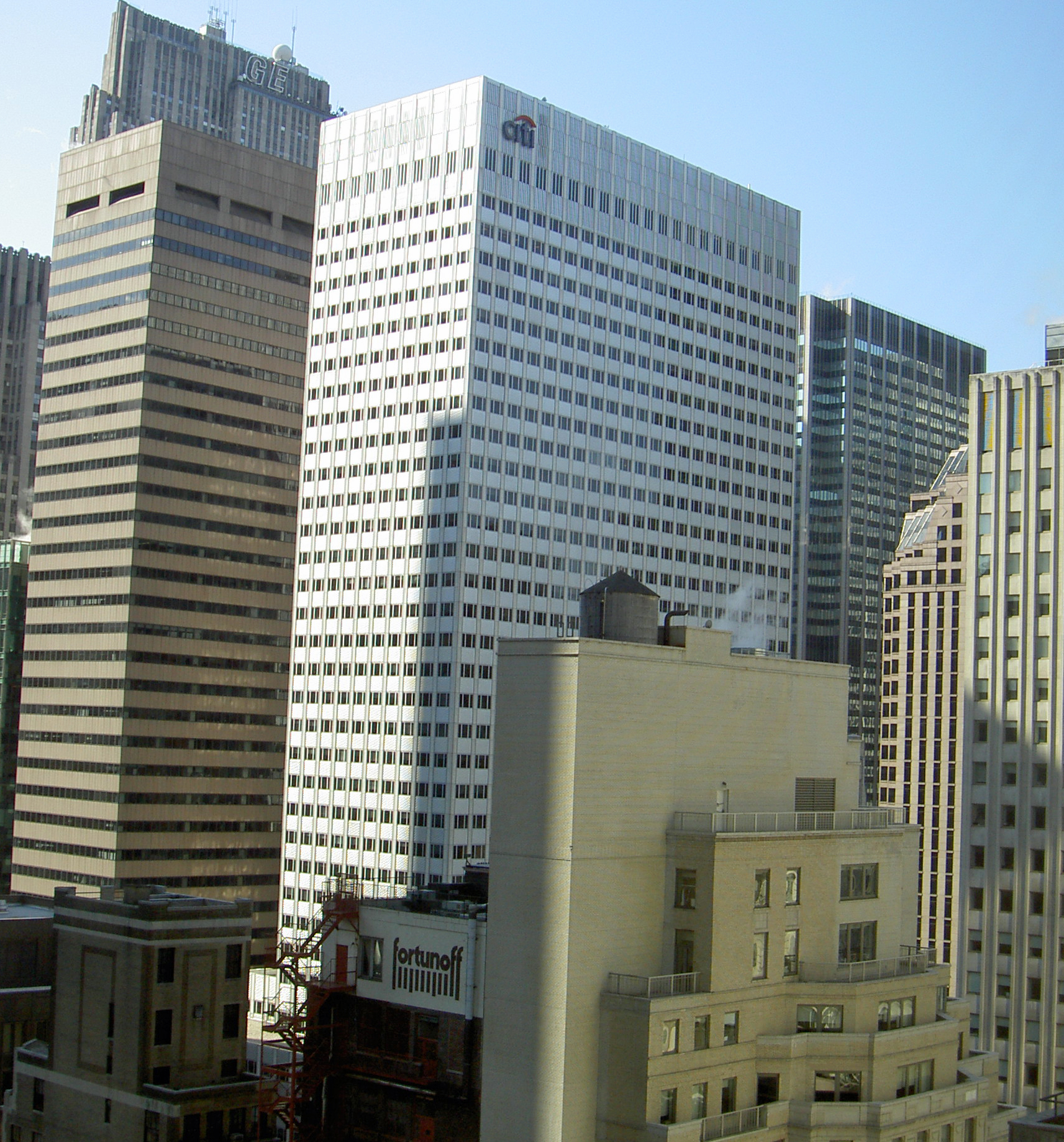
Vue du 666 Fifth Avenue.

La tour de bureaux a été conçue par Carson & Lundin et construite en 1957 par Tishman Realty and Construction. Tishman a vendu l'immeuble lorsque la société a été dissoute en 1976. 
Sumitomo Realty & Development a acheté le 666 Fifth Avenue à la fin des années 1990. Tishman Speyer l'a racheté en 2000 ajoutant des locataires avant de le céder à nouveau à Kushner Properties en 2007. En août 2018 Brookfield Properties a acheté le bâtiment.

## L'ère Kushner (2007 - 2018)
En janvier 2007 Tishman Speyer et la société d’investissement allemande TMW ont annoncé la vente de l’immeuble à Kushner Properties pour 1,8 milliard de dollars (environ 2,2 milliards de dollars en 2018) soit le prix le plus élevé jamais payé pour un immeuble individuel à Manhattan. 
Le 666 Fifth ne fait pas partie des 100 plus hauts immeubles de la ville de New York mais son prix élevé tient principalement à son emplacement sur la Cinquième Avenue près du Rockefeller Center. Le groupe Kushner a contracté un emprunt de 1,215 milliard de dollars auprès de Barclays pour payer cet achat.
Kushner Companies a vendu 49,6 % de la quote-part de l'immeuble à un groupe dirigé par Carlyle et Stanley Chera pour 525 millions de dollars en 2008 (environ 610 millions de dollars en 2018).
Kushner a également payé 11 millions de dollars à Hickey Freeman pour leur permettre de quitter leur espace. En juillet 2009, le cabinet d’avocats Orrick, Herrington & Sutcliffe a laissé sa place dans l’immeuble pour s’installer dans l’immeuble CBS voisin. 
En avril 2010 le détaillant japonais Uniqlo signe un contrat de location record de 300 millions de dollars sur une durée de 15 ans pour une surface de vente de 8300 m². Peu après la signature de l’accord avec Uniqlo, le groupe dirigé par Carlyle a remis sur le marché l’espace de vente au détail dans l’espoir d’obtenir entre 600 et 700 millions de dollars de vente de leur participation. Au même moment le cabinet d’avocats Vinson & Elkins déjà présent dans l'immeuble avant 2008 a renouvelé et étendu son bail de 7500 m² dans l’immeuble. 
En février 2011 Zara a acheté 3600 m² d'espace de vente pour 324 millions de dollars ce qui constitue un prix record pour un immeuble commercial américain. En novembre 2011 le cabinet d’avocats Schiff Hardin a signé un bail de 4500 m² de bureaux aux 16e et 17e étages de l’immeuble. 
Fin 2011 Kushner Companies a fait appel à Vornado Realty Trust qui a acquis une participation de 49,5 % dans la tour pour 80 millions de dollars ainsi que la prise en charge de la moitié de la dette de l'immeuble. 
Kushner Companies a également accepté d'investir 30 millions de dollars supplémentaires pour couvrir les coûts de location des 30 % d'immeubles vacants et de réaménager les locaux pour répondre aux besoins des locataires. Dans le même temps les prêteurs à l'origine de l'hypothèque principale de 1,22 milliard de dollars ont accepté de réduire le solde du prêt à 1,1 milliard de dollars le reste étant placé dans une "note d'espoir" qui serait remboursée lorsque le logement vacant serait réduit. L'échéance de la dette a également été repoussée de deux ans à 2019 et le taux d'intérêt a été réduit de 6,3 % à 4,5 %.

## Difficultés financières (2015 - 2018)
Fin 2015 le milliardaire saoudien Fawaz Alhokair aurait envisagé un investissement dans la propriété. L'immeuble a perdu 14,5 millions de dollars en 2016, les paiements de la dette dépassant largement son résultat opérationnel net ce qui aggrave davantage la perte d'environ 10 millions de dollars enregistrée en 2015. En outre l'immeuble n'est occupé qu'à 70 % alors que la moyenne d'occupation des immeubles de bureaux à Manhattan est de 91 %. 
En mars 2017 Bloomberg News annonce que le groupe chinois Anbang Insurance Group était en pourparlers pour investir 400 millions de dollars dans le bâtiment pour une valeur de 2,85 milliards de dollars (1,6 milliard de dollars pour la section des bureaux et 1,25 milliard de dollars pour la section de vente au détail). 
La société chinoise envisageait de contracter un prêt à la construction de plus de 4 milliards de dollars pour transformer les étages supérieurs de l'immeuble en appartements de luxe. Dans le même temps les Kushner investiraient 750 millions de dollars dans la partie commerciale du bâtiment et se retrouveraient avec une participation de 20 % dans le projet.
Les rapports de l'époque prévoyaient que la propriété finale serait évaluée à 7,2 milliards de dollars soit une valeur bien supérieure à celle de propriétés comparables à New York. Certains des termes présumés de l'accord ont été qualifiés « d'exceptionnellement favorables » notamment une sortie de Vornado Realty Trust et l'annulation de la dette restante du groupe Kushner. Cependant la société Anbang a nié leur intention d’investir dans le bâtiment et aucun accord n’a été conclu. 
Après l'échec de la transaction avec Anbang, le cabinet d'architecte Zaha Hadid Architects a dévoilé les plans de construction d'un gratte-ciel à 12 milliards de dollars pour une hauteur de 430 mètres développé par l'organisation Kushner pour remplacer le bâtiment actuel. 
Le nouveau bâtiment qui comprendrait des locaux commerciaux et résidentiels ainsi qu'un hôtel serait achevé d'ici 2025 au plus tôt et ferait face à un parc créé en rasant un bloc d'immeubles actuels. Les développeurs envisagent également de changer le nom en 660 Fifth Avenue, afin d'éviter l'association diabolique avec le nombre 666. Les plans pour remplacer le bâtiment actuel ont depuis été abandonnés. 
Fin Avril 2017 Charles Kushner a rencontré le ministre qatari des Finances afin d'obtenir des fonds pour le projet de rénovation. Cependant le Qatar n'a pas accepté d'investir des fonds. 
En 2017 le bâtiment a perdu plus de 25 millions de dollars après que le taux d'intérêt de l'hypothèque de 1,2 milliard de dollars soit passé de 5,5 % à 6,35 %. 
Vornado Realty Trust qui détenait 49,5 % des parts de la tour a annoncé en février 2018 qu'elle envisageait de vendre sa participation dans l'immeuble en raison de la dette importante qui lui était due. Kushner a par la suite accepté de racheter la participation de Vornado pour 120 millions de dollars.

## Brookfield Properties (depuis 2018)
En août 2018 Brookfield Properties a signé un bail emphytéotique de 99 ans pour la location intégrale de l'immeuble lui conférant ainsi la pleine propriété du bâtiment.
L’accord a permis de rembourser intégralement l’emprunt hypothécaire de Kushner Companies. Brookfield Properties prévoit d'investir plus de 600 millions de dollars pour rénover le bâtiment dont la rénovation du hall d'accueil, un ravalement de la façade et l'installation de nouveaux systèmes mécaniques (stores, portes, ascenseurs...). 
À la fin de 2018 la société Millennium Management LLC a quitté les 16 000 m² de bureaux qu'elle occupait dans l'immeuble pour s'installer au 399 Park Avenue. En février 2019 la Banque ING a prêté 750 millions de dollars à Brookfield Properties pour payer les travaux de rénovation de la propriété.